# E-Prix de Long Beach de 2016
El Long Beach ePrix de 2016, oficialmente 2015-16 FIA Fórmula E Faraday Future Long Beach ePrix, es una carrera de monoplazas eléctricos del campeonato de la FIA de Fórmula E que tuvo lugar el 2 de abril de 2016 en el Circuito callejero de Long Beach, Estados Unidos.

## Entrenamientos libres

### Primeros libres
| Pos. | N.º | Piloto                 | Equipo           | Tiempo | Diferencia | Vueltas |
| ---- | --- | ---------------------- | ---------------- | ------ | ---------- | ------- |
| 1    | 9   | Sébastien Buemi        | Renault e.Dams   | 57.383 |            | 27      |
| 2    | 2   | Sam Bird               | DS Virgin Racing | 57.815 | +0.432     | 23      |
| 3    | 28  | Simona de Silvestro    | Andretti         | 58.033 | +0.650     | 23      |
| 4    | 27  | Robin Frijns           | Andretti         | 58.039 | +0.656     | 22      |
| 5    | 77  | Salvador Duran         | Team Aguri       | 58.119 | +0.736     | 29      |
| 6    | 4   | Stéphane Sarrazin      | Venturi          | 58.373 | +0.990     | 33      |
| 7    | 55  | António Félix da Costa | Team Aguri       | 58.775 | +1.392     | 31      |
| 8    | 11  | Lucas di Grassi        | Audi Sport ABT   | 58.780 | +1.397     | 32      |
| 9    | 8   | Nicolas Prost          | Renault e.Dams   | 58.783 | +1.400     | 26      |
| 10   | 66  | Daniel Abt             | Audi Sport ABT   | 58.790 | +1.407     | 27      |
| 11   | 25  | Jean-Éric Vergne       | DS Virgin Racing | 58.852 | +1.469     | 24      |
| 12   | 6   | Loïc Duval             | Dragon Racing    | 59.039 | +1.656     | 28      |
| 13   | 7   | Jérôme d'Ambrosio      | Dragon Racing    | 59.048 | +1.665     | 29      |
| 14   | 88  | Oliver Turvey          | NEXTEV TCR       | 59.120 | +1.737     | 37      |
| 15   | 12  | Mike Conway            | Venturi          | 59.276 | +1.893     | 25      |
| 16   | 1   | Nelson Piquet, Jr.     | NEXTEV TCR       | 59.441 | +2.058     | 28      |
| 17   | 23  | Nick Heidfeld          | Mahindra Racing  | 59.505 | +2.122     | 20      |
| 18   | 21  | Bruno Senna            | Mahindra Racing  | 59.556 | +2.173     | 27      |

### Segundos libres
| Pos. | N.º | Piloto                 | Equipo           | Tiempo | Diferencia | Vueltas |
| ---- | --- | ---------------------- | ---------------- | ------ | ---------- | ------- |
| 1    | 66  | Daniel Abt             | Audi Sport ABT   | 56.778 |            | 18      |
| 2    | 9   | Sébastien Buemi        | Renault e.Dams   | 56.952 | +0.174     | 22      |
| 3    | 11  | Lucas di Grassi        | Audi Sport ABT   | 57.044 | +0.266     | 18      |
| 4    | 55  | António Félix da Costa | Team Aguri       | 57.155 | +0.377     | 18      |
| 5    | 27  | Robin Frijns           | Andretti         | 57.161 | +0.383     | 19      |
| 6    | 2   | Sam Bird               | DS Virgin Racing | 57.212 | +0.434     | 19      |
| 7    | 8   | Nicolas Prost          | Renault e.Dams   | 57.259 | +0.481     | 23      |
| 8    | 21  | Bruno Senna            | Mahindra Racing  | 57.377 | +0.599     | 22      |
| 9    | 4   | Stéphane Sarrazin      | Venturi          | 57.408 | +0.630     | 19      |
| 10   | 7   | Jérôme d'Ambrosio      | Dragon Racing    | 57.457 | +0.679     | 19      |
| 11   | 28  | Simona de Silvestro    | Andretti         | 57.682 | +0.904     | 22      |
| 12   | 6   | Loïc Duval             | Dragon Racing    | 57.757 | +0.979     | 21      |
| 13   | 1   | Nelson Piquet, Jr.     | NEXTEV TCR       | 57.802 | +1.024     | 20      |
| 14   | 12  | Mike Conway            | Venturi          | 57.862 | +1.084     | 16      |
| 15   | 23  | Nick Heidfeld          | Mahindra Racing  | 57.899 | +1.121     | 14      |
| 16   | 25  | Jean-Éric Vergne       | DS Virgin Racing | 58.099 | +1.321     | 16      |
| 17   | 88  | Oliver Turvey          | NEXTEV TCR       | 58.297 | +1.519     | 20      |
| 18   | 77  | Salvador Duran         | Team Aguri       | 59.214 | +2.436     | 18      |

## Clasificación

### Resultados
| Pos.    | N.º | Piloto                 | Equipo         | Fase de grupos | Super pole | Parrilla |
| ------- | --- | ---------------------- | -------------- | -------------- | ---------- | -------- |
| 1       | 2   | Sam Bird               | Virgin         | 56.821         | 57.261     | 1        |
| 2       | 11  | Lucas di Grassi        | Audi Sport ABT | 57.131         | 57.270     | 2        |
| 3       | 4   | Stéphane Sarrazin      | Venturi        | 57.136         | 57.412     | 3        |
| 4       | 23  | Nick Heidfeld          | Mahindra       | 57.129         | 57.825     | 4        |
| 5       | 27  | Robin Frijns           | Andretti       | 57.145         |            | 5        |
| 6       | 66  | Daniel Abt             | Audi Sport ABT | 57.151         |            | 6        |
| 7       | 9   | Sébastien Buemi        | e.Dams-Renault | 57.189         |            | 7        |
| 8       | 8   | Nico Prost             | e.Dams-Renault | 57.284         |            | 8        |
| 9       | 7   | Jérôme d'Ambrosio      | Dragon         | 57.288         |            | 9        |
| 10      | 21  | Bruno Senna            | Mahindra       | 57.383         |            | 10       |
| 11      | 25  | Jean-Éric Vergne       | Virgin         | 57.496         |            | 11       |
| 12      | 28  | Simona de Silvestro    | Andretti       | 57.696         |            | 12       |
| 13      | 88  | Oliver Turvey          | NextEV TCR     | 57.952         |            | 13       |
| 14      | 1   | Nelson Piquet Jr.      | NextEV TCR     | 58.015         |            | 17       |
| 15      | 12  | Mike Conway            | Venturi        | 58.144         |            | 14       |
| 16      | 77  | Salvador Durán         | Team Aguri     | 58.417         |            | 15       |
| 17      | 6   | Loïc Duval             | Dragon         | 59.049         |            | 16       |
| 18      | 55  | António Félix da Costa | Team Aguri     | Sin tiempo     | Sin tiempo | 18       |
| Fuente: |     |                        |                |                |            |          |

Notas:
- Nelson Piquet Jr. recibió una penalización de diez lugares en la parrilla por cambiar su segundo motor eléctrico de la temporada.
- António Félix da Costa tuvo todos sus tiempos de vuelta de calificación eliminados debido a una presión de neumáticos irregular.

## Carrera

### Resultados
| Pos. | N.º | Piloto                 | Equipo           | Vtas. | Tiempo/Retirado | P. | Puntos |
| ---- | --- | ---------------------- | ---------------- | ----- | --------------- | -- | ------ |
| 1    | 11  | Lucas di Grassi        | Audi Sport ABT   | 41    | 45:11.582       | 2  | 25     |
| 2    | 4   | Stéphane Sarrazin      | Venturi          | 41    | +0.787          | 3  | 18     |
| 3    | 66  | Daniel Abt             | Audi Sport ABT   | 41    | +1.685          | 6  | 15     |
| 4    | 23  | Nick Heidfeld          | Mahindra Racing  | 41    | +2.343          | 4  | 12     |
| 5    | 21  | Bruno Senna            | Mahindra Racing  | 41    | +4.968          | 10 | 10     |
| 6    | 2   | Sam Bird               | DS Virgin Racing | 41    | +5.229          | 1  | 11*    |
| 7    | 7   | Jérôme d'Ambrosio      | Dragon Racing    | 41    | +6.735          | 9  | 6      |
| 8    | 6   | Loïc Duval             | Dragon Racing    | 41    | +8.057          | 17 | 4      |
| 9    | 28  | Simona de Silvestro    | Andretti         | 41    | +10.505         | 12 | 2      |
| 10   | 12  | Mike Conway            | Venturi          | 41    | +10.900         | 15 | 1      |
| 11   | 8   | Nicolas Prost          | Renault e.Dams   | 41    | +11.205         | 8  |        |
| 12   | 88  | Oliver Turvey          | NEXTEV TCR       | 41    | +17.417         | 13 |        |
| 13   | 25  | Jean-Éric Vergne       | DS Virgin Racing | 40    | +1 Vuelta       | 11 |        |
| 14   | 77  | Salvador Duran         | Team Aguri       | 40    | +1 Vuelta       | 16 |        |
| 15   | 27  | Robin Frijns           | Andretti         | 40    | +1 Vuelta       | 5  |        |
| 16   | 9   | Sébastien Buemi        | Renault e.Dams   | 38    | Exhaust         | 7  | 2*     |
| 17   | 55  | António Félix da Costa | Team Aguri       | 33    | Gearbox         | 18 |        |
| Ret  | 1   | Nelson Piquet, Jr.     | NEXTEV TCR       | 32    | Accident        | 14 |        |

Notas:
- - Tres puntos para el que marco la pole position (Sam Bird).
- - Dos puntos para el que marco la vuelta rápida en carrera (Sébastien Buemi).